# Líliya Islámova
Líliya Islámova –en ruso, Лилия Исламова– es una deportista rusa que compitió en lucha libre. Ganó una medalla de oro en el Campeonato Europeo de Lucha de 1993, en la categoría de 50 kg.

## Palmarés internacional
| Campeonato Europeo | Campeonato Europeo | Campeonato Europeo | Campeonato Europeo |
| Año                | Lugar              | Medalla            | Categoría          |
| ------------------ | ------------------ | ------------------ | ------------------ |
| 1993               | Ivánovo (Rusia)    | Medalla de oro     | 50 kg              |